# Federico Grisone
Federico Grisone (Napoli, fine del XV secolo – seconda metà del XVI secolo) è stato uno scrittore e maestro di equitazione italiano.
Visse a Napoli e fu uno dei primi istruttori di dressage e di equitazione di corte; pubblicò uno dei primi trattati equestri dell'Europa moderna.
I suoi metodi di addestramento non sono più praticati, a causa del talvolta duro trattamento dei cavalli.

## Influenza
Federico Grisone era un nobile napoletano che, ai suoi tempi, veniva chiamato "padre dell'arte dell'equitazione". Grisone non solo divenne un cavaliere accademico a Napoli nel 1532, ma nel 1550 pubblicò, tramite la Giovan Paolo Suganappo di Napoli, anche Gli ordini di cavalcare, una delle prime opere sull'equitazione dai tempi di Senofonte. Tra il 1550 e il 1623, ne vennero stampate ventun edizioni italiane, quindici tradotte in francese, sette in tedesco, sei in inglese e una in spagnolo. Questa opera darà inizio all'Alta Scuola di equitazione. Nel 1561 questo libro, sotto il titolo inglese di The Rules of Horsemanship, venne portato in Francia, dove Antoine de Pluvinel, maestro di equitazione di Luigi XIII, fece proprie le idee, le adattò un po' e nel 1629 scrisse a sua volta L'Instruction du Roy en l'Exercice de Monter a Cheval.